# Saint-Martin-de-Valamas (tổng)
Tổng Saint-Martin-de-Valamas là một tổng của Pháp nằm ở tỉnh Ardèche trong vùng Rhône-Alpes.
Tổng này được tổ chức xung quanh Saint-Martin-de-Valamas ở quận Tournon-sur-Rhône. Độ cao biến thiên từ 470 m (Saint-Jean-Roure) đến 1 747 m (Borée) với độ cao trung bình là 843 m.

## Hành chính
| Giai đoạn | Ủy viên          | Đảng | Tư cách                            |
| --------- | ---------------- | ---- | ---------------------------------- |
| 2004      | Roland Veuillens | DVG  | Thị trưởng Saint-Martin-de-Valamas |

Sources:

## Các đơn vị hành chính
Le canton de Saint-Martin-de-Valamas bao gồm 11 xã với dân số 3 304 người (điều tra năm 1999, dân số không tính trùng).
| Xã                      | Dân số | Mã bưu chính | Mã insee |
| ----------------------- | ------ | ------------ | -------- |
| Arcens                  | 452    | 07310        | 07012    |
| Borée                   | 135    | 07310        | 07037    |
| Chanéac                 | 268    | 07310        | 07054    |
| Intres                  | 122    | 07320        | 07103    |
| Lachapelle-sous-Chanéac | 174    | 07310        | 07123    |
| La Rochette             | 57     | 07310        | 07195    |
| Saint-Clément           | 105    | 07310        | 07226    |
| Saint-Jean-Roure        | 206    | 07160        | 07248    |
| Saint-Julien-Boutières  | 215    | 07310        | 07252    |
| Saint-Martial           | 271    | 07310        | 07267    |
| Saint-Martin-de-Valamas | 1 299  | 07310        | 07269    |

## Thông tin nhân khẩu
| 1962                                                     | 1968  | 1975  | 1982  | 1990  | 1999  |
| -------------------------------------------------------- | ----- | ----- | ----- | ----- | ----- |
| 4 110                                                    | 4 936 | 4 390 | 3 914 | 3 465 | 3 304 |
| Nombre retenu à partir de 1962 : dân số không tính trùng |       |       |       |       |       |